# Xanthosoma trilobum
Xanthosoma trilobum är en kallaväxtart som beskrevs av George Sydney Bunting. Xanthosoma trilobum ingår i släktet Xanthosoma och familjen kallaväxter. Inga underarter finns listade.